# Eupithecia kawakamiana
Eupithecia kawakamiana là một loài bướm đêm trong họ Geometridae.